# Everhard I van Berg-Altena
Everhard I van Berg-Altena (circa 1130 – 23 januari 1180) was van 1160 tot aan zijn dood graaf van Altena. Hij behoorde tot het huis Berg en was een van de stamvaders van de graven van Mark.

## Levensloop
Everhard I was een zoon van graaf Adolf II van Berg uit diens tweede huwelijk met Irmgard, dochter van graaf Engelbert van Schwarzenburg. 
Na de abdicatie van zijn vader werd hij in 1160 graaf van Altena, terwijl zijn broer Engelbert I het graafschap Berg kreeg. Beide broers lagen jarenlang in conflict.
Everhard overleed rond het jaar 1180. Zijn domeinen werden verdeeld tussen zijn zonen Arnold en Frederik.

## Huwelijk en nakomelingen
Everhard was gehuwd met Adelheid, dochter van graaf Hendrik van Arnsberg. Ze kregen minstens vier kinderen:
- Arnold (1150-1209), graaf van Altena
- Frederik (1155-1198/1199), graaf van Altena
- Adolf I (1157-1220), aartsbisschop van Keulen
- Oda (overleden in 1224), huwde met graaf Simon van Tecklenburg